# Erythrodiplax fulva
Erythrodiplax fulva ist eine Libellenart aus der Unterfamilie Sympetrinae. Sie wurde 1957 von  Donald Joyce Borror beschrieben und in die Famula-Gruppe eingeordnet. Das Artepitheton fulva bezieht sich auf die gelbbraune Färbung der Art. Die Art ist aus Venezuela und Französisch-Guyana bekannt. Es wird angenommen, dass die Art auch in den dazwischen liegenden Teilen Guyanas heimisch ist. Die Larve ist bis heute unbeschrieben.

## Merkmale

### Bau der Imago
Ausgefärbte männliche Imagines der Erythrodiplax fulva haben einen rötlich braunen Hinterleib, wobei die ersten zwei oder drei Segmente grünlich sind und einen bräunlichen Streifen auf der Oberseite aufweisen. Bei beiden Geschlechtern erreicht der Hinterleib durchschnittlich zwischen 15 und 16 Millimeter. Junge Männchen und Weibchen haben einen gelblichen bis dunkelbraunen Hinterleib mit breiten seitlichen Streifen und einen weiteren breiten Streifen auf der Oberseite.
Der Rumpf beider Geschlechter ist auf der Seite gelblich grün, zur Oberseite hin wird die Färbung dunkler und bekommt bei den Weibchen einen bräunlichen Einschlag.  Die Beine sind braun und die Flügel durchsichtig mit einem gelblichen bis rötlich braunen Flecken am Flügelansatz. Im Schnitt sind die Hinterflügel der Weibchen mit 19,7 Millimeter etwas größer als die Hinterflügel der Männchen, welche 19,1 Millimeter messen. Mit durchschnittlich 2,4 Millimetern ist das Flügelmal im Vorderflügel bei beiden Geschlechtern gleich groß.
Ein weiterer Sexualdimorphismus ist die Färbung im Gesichtsbereich. Während die Männchen eine orange-rote Stirn haben, die zu den Seiten hin dunkler wird, ist jene der Weibchen gelblich bis gelblich grün und wird nach oben und zu den Seiten hin dunkler und grüner. Bei beiden Geschlechter hingegen ist der Clypeus sowie die Unterlippe gelblich.

## Ähnliche Arten
Sehr ähnlich der Erythrodiplax fulva ist die Art Erythrodiplax famula, die sicher nur über die Penisstruktur unterschieden werden kann.